# 의료법
의료법(醫療法, medical law)은 의료 종사자와 환자의 권리의 특권과 책무에 관여하는 법이다. 법이 아닌 의학의 한 분야인 법의병리학과는 구별된다.
의료법은 주로 의료 및 치료와 관련한 불법행위(특히 의료사고)의 법과 형법에 관한 것이다. 윤리학과 의료행위는 성장하고 있는 분야이다.

## 역사
기록된 최초의 의료법은 함무라비 법전이었으며 다음과 같이 언급되었다; "의사가 환자를 수술하다가 환자가 죽게 되었다면 의사의 손은 잘릴 것이다."

## 대한민국의 의료법

### 의료법 동서결합병원 개설금지 사건
의료법 동서결합병원 개설금지 사건은 대한민국의 유명 헌법재판소 판례이다.
의료법은 의료인은 하나의 의료기관만을 개설할 수 있다고 규정하고 있었는데 청구인은 의사면허와 한의사면허를 모두 취득한 뒤, 의사와 한의사의 복수면허를 모두 활용하여 양의와 한의를 겸업할 수 있는 ‘동서결합병의원’을 개설할 계획이었다. 그러나 위 조항으로 인하여 뜻을 이룰 수 없게 되자 헌법재판을 청구하였다.
재판관 7대2의 의견으로 헌법불합치 결정했다.
면허를 취득한 것은 그 면허에 따른 직업선택의 자유를 회복한 것이므로 전문분야의 성격과 정책적 판단에 따라 면허를 실현할 수 있는 방법이나 내용을 정할 수는 있지만 이를 다시 전면적으로 금지하는 것은 입법형성의 범위 내라고 보기 어렵다. 양방 및 한방 의료행위가 중첩될 경우 위험영역을 한정해 규제하면 족한 것이지 진단 등과 같이 위험이 없는 영역까지 전면적으로 금지하는 것은 지나치다. 복수면허 의료인들에게 단일면허 의료인과 같이 하나의 의료기관만을 개설할 수 있다고 한 의료법 규정은 ‘다른 것을 같게’ 대우하는 것으로 합리적 이유를 찾기 어렵다”며 “의료법 제33조 제2항은 복수 면허 의료인인 청구인들의 직업의 자유와 평등권을 침해한다.

## 추가 문헌
- Annas, G. J. (2012). “Doctors, Patients, and Lawyers — Two Centuries of Health Law”. 《New England Journal of Medicine》 367 (5): 445–450. doi:10.1056/NEJMra1108646. PMID 22853015.

## 같이 보기
- 낙태법
- 폭행위협
- 생명윤리학
- 행위능력
- 강제 불임화
- 결합 쌍둥이
- 피해자의 승낙
- 안락사
- 정보의 자유
- 의료윤리학
- 진료 기록
- 프라이버시 법
- 재생산권